# Экономика Бурятии
Республика Бурятия относится к числу регионов России с индустриально-аграрным типом экономики. Экономическое развитие: Общий валовой региональный продукт (ВРП) Республики Бурятия в 2012 г. составил 167 млрд руб. По этому показателю Бурятия занимает 60-е место в России, между Ненецким АО и Новгородской областью. По душевому показателю валового регионального продукта (ВРП) Республика Бурятия занимает 47-е место в рейтинге субъектов Российской Федерации, между респ. Мордовия и Орловской областью. В 2011 г. валовой доход на душу населения составил 159,2 тыс. руб.(10684$ по индексу покупательной способности, что примерно соответствует показателям Сербии, Ирана и ЮАР).
В структуре ВРП максимальную долю имеют отрасли, производящие услуги (46 %): из них более половины (54,5 %) обеспечивает транспорт, 28 % — торговля и общественное питание, 3 % — связь. На долю отраслей, производящих товары, приходится 33,1 % ВРП, из которых около 60 % обеспечивает промышленность, примерно 27 % — сельское и лесное хозяйство, 15 % строительство. Прочие отрасли составляют 20,9 % в структуре ВРП региона.

## Перспективы развития экономики
Согласно оценке правительства Бурятии социально-экономического развития республики на плановый период до 2015 года, к 2015 году валовой региональный продукт (ВРП) увеличится по сравнению с 2011 годом на 16,2 — 20,6 процентов. По более оптимистичному сценарию ВРП может достичь 236,3 миллиардов рублей, что составит 120,6 процентов к уровню 2011 года в сопоставимых ценах. В производстве и распределение электроэнергии, газа и воды темп роста прогнозируется на уровне 121,9 — 128,7 процентов. Темп роста инвестиций в основной капитал в 2015 году к уровню 2011 года прогнозируется на уровне 120,9 — 136,9 процентов. Среднедушевые денежные доходы увеличатся к уровню 2011 года в 1,2 — 1,3 раза и составят порядка 18,6 — 19,9 тысяч рублей. Ежегодный рост реальных располагаемых денежных доходов до 2015г составит 1,7 — 4,2 процента .

## Энергетика
В настоящее время топливно-энергетический комплекс занимает наибольший удельный вес в отраслевой структуре промышленности. Это связано с существенной трансформацией народного хозяйства республики, произошедшей за годы реформ. Если ранее в республике отраслями специализации являлись машиностроение и легкая промышленность, то в настоящее время наибольший удельный вес приходится на предприятия электроэнергетики и топливной промышленности 39,1 %, 11,6 % соответственно.

### Электроэнергетика

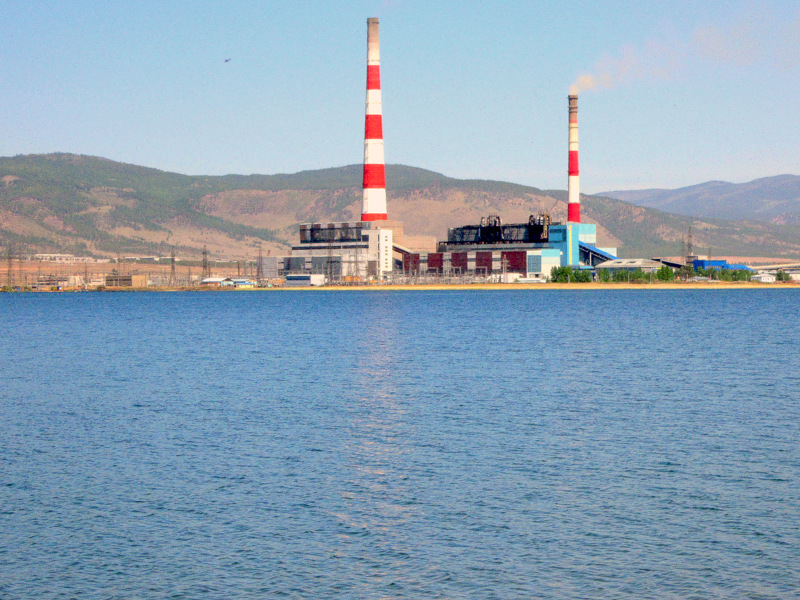
Гусиноозёрская ГРЭС

Энергосистема республики работает в составе Единой энергетической системы России. В 2013 году потребление электроэнергии в Бурятской энергосистеме составило 5 484 млн кВт⋅ч, выработка электростанций — 5391,8 млн кВт⋅ч, максимум потребления мощности — 969 МВт, установленная мощность электростанций на конец года — 1333,77 МВт. Исторический максимум потребления мощности равен 1255 МВт и достигнут в 1992 году.
На территории республики функционируют две электростанции оптового рынка:
- Гусиноозёрская ГРЭС (филиал ОАО «Интер РАО — Электрогенерация», г. Гусиноозёрск) — тепловая электростанция (ГРЭС) установленной мощностью на конец 2013 года 1130 МВт. В 2013 году ГРЭС выработала 4823,1 млн кВт⋅ч электрической энергии (или 89,45 % общей выработки Бурятии)[4].
- Улан-Удэнская ТЭЦ-1 (филиал ОАО «ТГК-14», г. Улан-Удэ) — теплоэлектроцентраль установленной мощностью на конец 2013 года 148,77 МВт. В 2013 году ТЭЦ выработала 442,8 млн кВт⋅ч электрической энергии (или 8,2 % общей выработки Бурятии)[4].

На розничный рынок электрическую энергию поставляют ТЭЦ ОАО «Селенгинский ЦКК» (36 МВт, станция промышленного предприятия, являющаяся собственностью ООО «Баил», г. Улан-Удэ) и дизельные электростанции, используемые в аварийных и ремонтных режимах. Суммарная мощность дизельных электростанций на конец 2013 года составила 18,4 МВт.
Электростанции республики используют бурый и каменный уголь в качестве основного топлива, мазут — в качестве резервного и растопочного.
Генеральная схема размещения объектов электроэнергетики до 2020 года предполагала строительство Мокской и Ивановской ГЭС проектной мощностью 1410 МВт.
Услуги по передаче электрической энергии на территории республики оказывают ОАО «ФСК ЕЭС» (электрические сети и подстанции напряжением 220 кВ и выше), филиал ОАО «МРСК Сибири» — «Бурятэнерго», ОАО «Улан-Удэ Энерго», ООО «ЭНКОМ» и 24 другие территориальные сетевые компании.
Гарантирующим поставщиком на территории Республики Бурятия с июня 2014 года является ОАО «Читаэнергосбыт». Наиболее крупными потребителями электрической энергии являются Восточно-Сибирская железная дорога, Улан-Удэнский авиационный завод, Улан-Удэнский локомотивовагоноремонтный завод, Тимлюйский цементный завод, Селенгинский ЦКК, Бурятзолото, Разрез Тугнуйский.
Функции оперативно-диспетчерского управления на территории Республики Бурятия осуществляет Филиал ОАО «СО ЕЭС» «Региональное диспетчерское управление энергосистемы Республики Бурятия», который входит в зону операционной деятельности Филиала ОАО «СО ЕЭС» ОДУ Сибири.

### Теплоэнергетика
Потребление тепловой энергии от систем централизованного теплоснабжения в Республике Бурятия составило в 2013 году 7 395 тыс. Гкал. Крупнейшими поставщиками тепловой энергии являются предприятия ОАО «ТГК-14» (Улан-Удэнская ТЭЦ-1 — 1596,7 тыс. Гкал, Улан-Удэнская ТЭЦ-2 — 893,1 тыс. Гкал, Тимлюйская ТЭЦ — 74,9 тыс. Гкал), Гусиноозёрская ГРЭС — 240,2 тыс. Гкал, ТЭЦ ОАО «Селенгинский ЦКК» — 158,2 тыс. Гкал. Кроме перечисленных станций тепловую энергию отпускают порядка 673 котельных..
На конец 2013 года суммарная установленная мощность тепловых источников систем централизованного теплоснабжения составляет 2798,1 Гкал/час, из которых 1030,5 Гкал/ч — котельные, 688 Гкал/ч — Улан-Удэнская ТЭЦ-1, 419 Гкал/час — ТЭЦ ОАО «Селенгинский ЦКК», 221 Гкал/ч — Гусиноозерская ГРЭС, 380 Гкал/ч — Улан-Удэнская ТЭЦ-2, 59,6 Гкал/час — Тимлюйская ТЭЦ. При этом две последние ТЭЦ имеют нулевую установленную электрическую мощность и фактически функционируют как котельные.

### Возобновляемые источники энергии

Солнечная энергоустановка

Согласно заключенному в марте 2014 г. соглашению между республиканским правительством Бурятии и компаниями «Хевел» и «Авелар Солар Технолджи», в восьми районах Бурятии появятся современные гелиостанции. Первоначальная мощность их — 30МВт, однако уже к 2020 г. её планируют довести до 150МВт. Начальная стоимость реализации оценивается в 3 млрд.руб. Причем основным инвестором выступит «Авелар Солар». Компания «Хевел» будет отвечать за поставку необходимых фотомодулей. Организационными вопросами и рабочей поддержкой займется правительство республики.
Данный проект представляет особый интерес для отдаленных районов, в которых сложно провести полноценные распределительные электросети. А поскольку инсоляция в этих регионах довольно большая, гелиостанции являются лучшим решением проблемы. Кроме того, в ходе реализации соглашения планируется создание порядка 150 рабочих мест и повышение загрузки местных предприятий. На бурятских заводах изготовят необходимые опоры и несущие конструкции, а их специалисты будут выполнять монтажно-строительные работы. Ожидается, что новые солнечные станции подключат к распределительным сетям бурятской энергосистемы. Так же планируется продажа гелиоэнергии на оптовых рынках. Тарифы для населения при этом останутся на прежнем уровне.

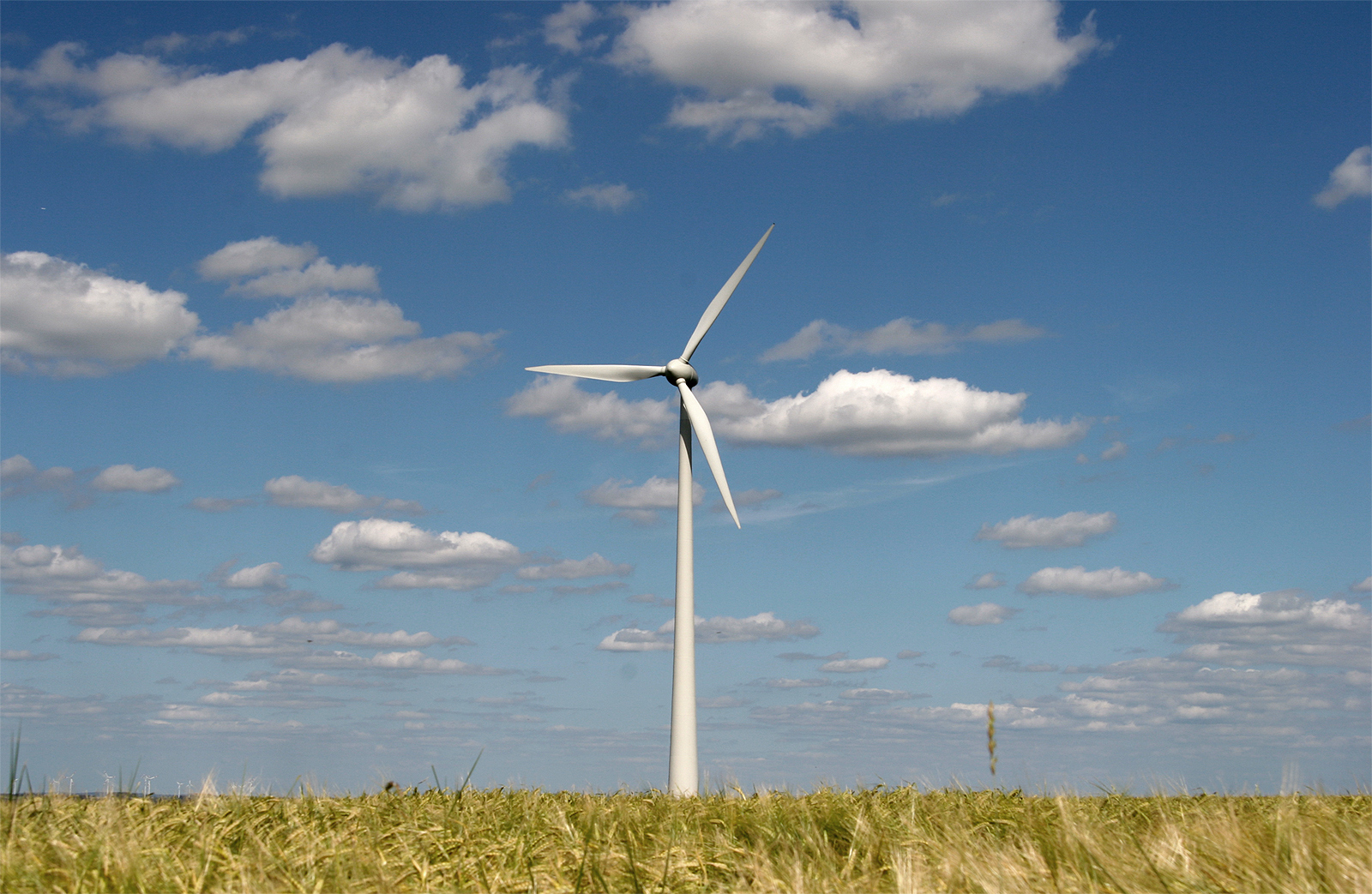
Ветрогенератор в сельской местности

В 2013 г. в Бурятии начаты работы по внедрению системы энергообеспечения на основе ветровой энергетики на станции «Мысовая» Восточно-Сибирской железной дороги (г. Бабушкин, Кабанского р-на). Стоимость проекта оценивается в 6,4 млн рублей, ветрогенератор даст дополнительно 50 кВт энергии. Экономия ресурса на альтернативном питании составит более 40 %. Ветрогенератор и система солнечных модулей, объединённые в единую систему, при наращивании мощности установленных аккумуляторных батарей позволят станции «Мысовая» работать в условиях полной независимости от внешних источников электроснабжения.
Ученые Национального исследовательского Иркутского государственного технического университета (НИ ИрГТУ) предлагают построить для теплоснабжения курорта «Горячинск» (Бурятия) экологически чистую геотермальную станцию. Авторы проекта сообщают, что санитарно-курортное управление «Байкал-курорт» заинтересовалось иркутским проектом, в настоящее время ведутся переговоры с ООО «Энергия» (г. Новосибирск). Сооружение геотермальной станции обойдется в 13,5 — 14 млн рублей. Согласно расчетам, приносить прибыль она начнет через три-четыре года. Для обслуживания автоматизированной станции достаточно одного инженера. В настоящее время теплоснабжение курорта «Горячинск» обеспечивает угольная котельная, которая производит до 1,8 — 1,9 тыс. тонн золошлаковых отходов и распространяет в атмосферу Байкальской территории 50-60 тонн газопылевых выбросов в год.

## Транспорт
Бо́льшая часть территории Бурятии характеризуется крайне слаборазвитой внутренней коммуникационной инфраструктурой, отсутствием железнодорожного сообщения, автомобильных дорог с покрытием.

### Автомобильный транспорт
В Республике Бурятия весьма развит автомобильный транспорт общего пользования, которым в 2009 году перевезено более 59010 тыс. человек и 933 тыс. тонн грузов. Общая протяженность автодорог в Бурятии более 14 тыс. км. Через республику проходят автодороги федерального значения М-55 «Байкал» Москва-Владивосток и А-165 Улан-Удэ-Кяхта-Монголия (КПП «Кяхта — Алтанбулаг»), а также автодорога А-164 Слюдянка-Орлик проходит через Монды, оттуда к границе Монголии к озеру Хубсугул (КПП «Монды — Ханх»). На федеральных дорогах достаточно автозаправок и придорожного сервиса.
Общая протяжённость автодорог федерального значения составляет 827 км, 3327 км — регионального значения, и 4132 км — местного значения. Дороги федерального значения все асфальтобетонные. Из дорог регионального значения: асфальтобетонные дороги — 1997,5 км, гравийные и щебеночные дороги — 1257,7 км, грунтовые дороги—280,2 км. На автомобильных дорогах Бурятии находится 4 паромные переправы и 461 мост общей длиной 15428 метров. 24 % этих мостов находятся в аварийном состоянии и требуют незамедлительного проведения капитального ремонта, реконструкции и перестройки. Доля дорог Бурятии общего пользования местного значения, не отвечающая нормативным требованиям, по данным замминистра транспорта и дорожного хозяйства РБ, составляет 72,3 %, при этом по некоторым муниципальным образованиям, таким как Баунтовский, Тункинский районы, этот показатель составляет 100 %, а в Тарбагатайском районе — 90,8 %.

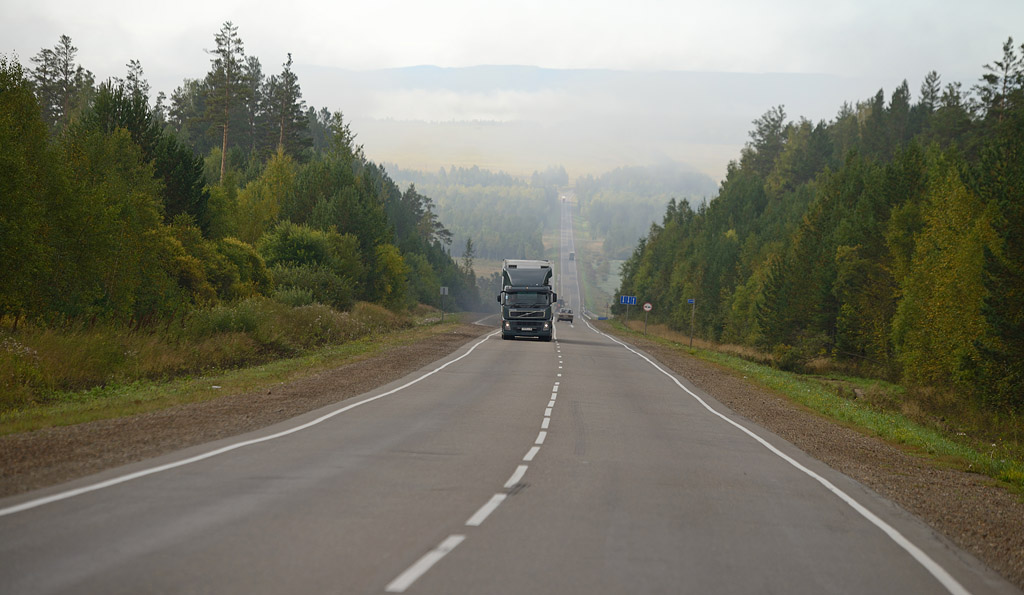
Бурятия.автодорога «Байкал»

Байкал — автомобильная дорога федерального значения Иркутск — Улан-Удэ — Чита. Дорога проходит по территории Иркутской области, Республики Бурятия и Забайкальского края. На основном протяжении дорога имеет асфальтобетонное покрытие с шириной проезжей части 7 м (встречаются участки с цементобетонным и щебеночным покрытием). Протяжённость автодороги — 1 113 километров. Техническая категория — III, IV, в основном IV, характеризуется сложным рельефом в плане дороги, многочисленные участки, не соответствующие IV категории, как правило, это крутые негабаритные повороты, затяжные крутые спуски, закрытая горизонтальная и вертикальная видимости. Расчётная интенсивность движения — 6 511 автомобилей в сутки. Расчётная скорость движения — 90 км/час, имеются многочисленные протяжённые участки с ограничениями скорости, в основном 50 и 40 км/ч.

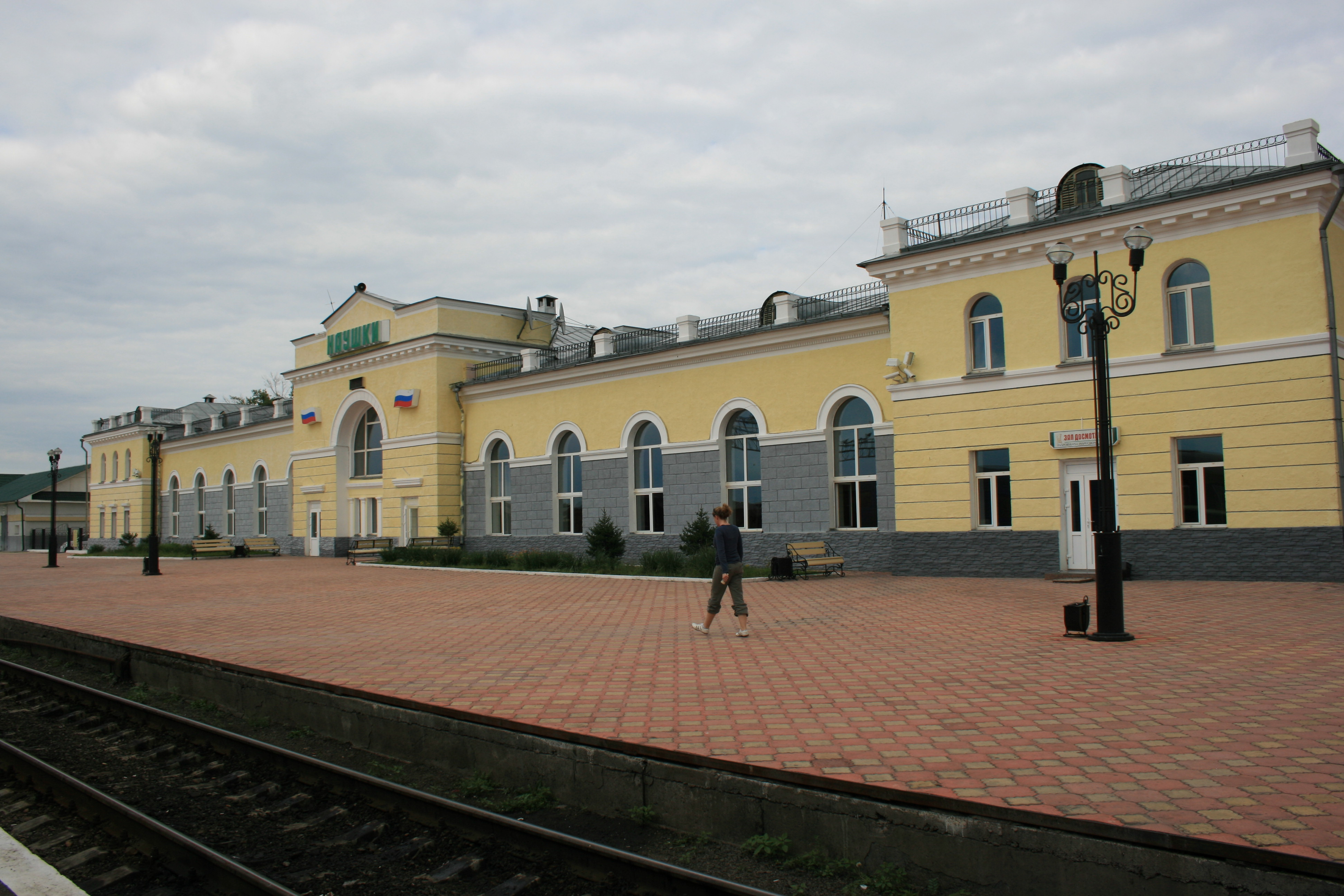
Железнодорожный вокзал ст. Наушки Кяхтинского района

### Железнодорожный транспорт
Транссибирская железная дорога (г. Улан-Удэ — узловая станция Восточно-Сибирской железной дороги), Байкало-Амурская магистраль, автомагистрали федерального значения. Протяженность железнодорожных путей в Бурятии составляет 2044 км.
Восточно-Сибирская железная дорога является составной частью Транссиба. В состав дороги также входит часть Байкало-Амурской железной дороги (БАМ). Железная дорога на территории современной Бурятии появилась на рубеже XIX—XX веков при строительстве Транссиба. Идея сооружения дороги через малозаселенную и почти не исследованную область Восточной Сибири была высказана в 70-е — 80-е годы XIX века. В 1893 году был создан комитет по сооружению Сибирской железной дороги. Летом 1900 года было открыто сквозное движение от Иркутска до Сретенска (в настоящее время — город в Забайкальском крае).

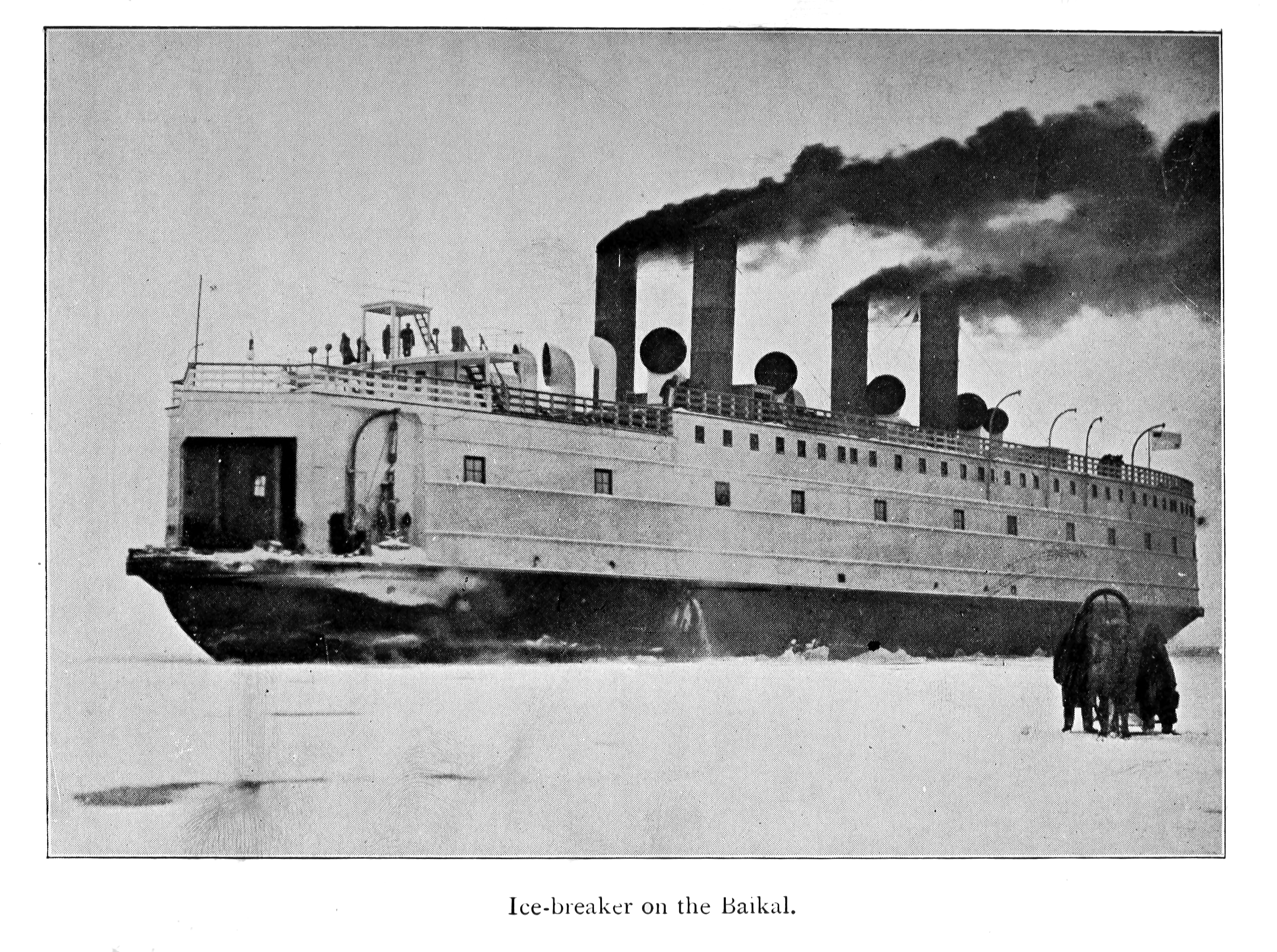
Ледокол-паром «Байкал»

Байкальская железнодорожная переправа. В начале 1895 года по предложению министра путей сообщения князя Хилкова было начато строительство железнодорожной паромной переправы через озеро Байкал для Транссибирской магистрали. Для этого 30 декабря 1895 года был заключен контракт с английской фирмой «Сэр В. Г. Армстронг, Витворт и К» на изготовление в разобранном виде парома-ледокола. Весной 1896 года ледокол был в разобранном виде доставлен для сборки в село Лиственничное. После трех лет постройки он был спущен на воду 17 июня 1899 года. Пассажировместимость «Байкала» составляла 300 чел., регистровый тоннаж—27 товарных двухосных ж.д. вагонов (до 800 т.). 24 апреля 1900 года паром «Байкал» водоизмещением 3470 т совершил свой первый рабочий рейс, имея на борту 500 пассажиров, 167 лошадей, 2 паровоза, 3 вагона и 1000 пудов груза. 10 октября 1901 года «Байкальская железнодорожная переправа» была официально принята в эксплуатацию. С января 1901 года, после окончания навигации «Байкала» и «Ангары», начала действовать железная дорога, проложенная по льду. Вагоны по ней перегонялись поштучно на гужевой тяге. Особенно интенсивно ледовые трассы действовали во время Русско-японской войны.. До ввода в эксплуатацию Кругобайкальской дороги в 1905 году «Байкал» и позднее построенная «Ангара» ежедневно совершали по два рейса между пристанями Байкал и Мысовая. После этого паромная переправа действовала как резервная, обеспечивая бесперебойное прохождение поездов по магистрали.

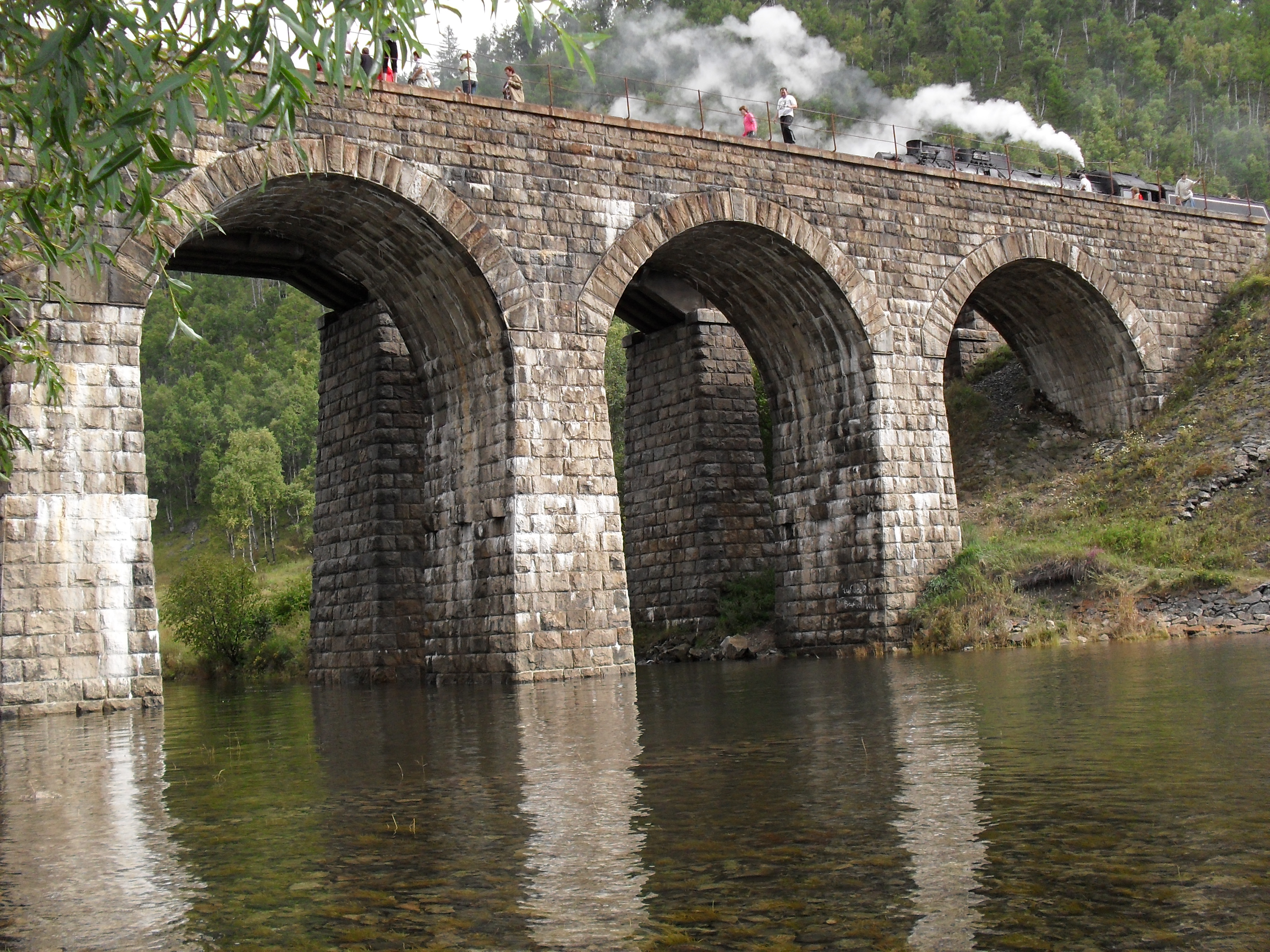
Один из мостов на КБЖД

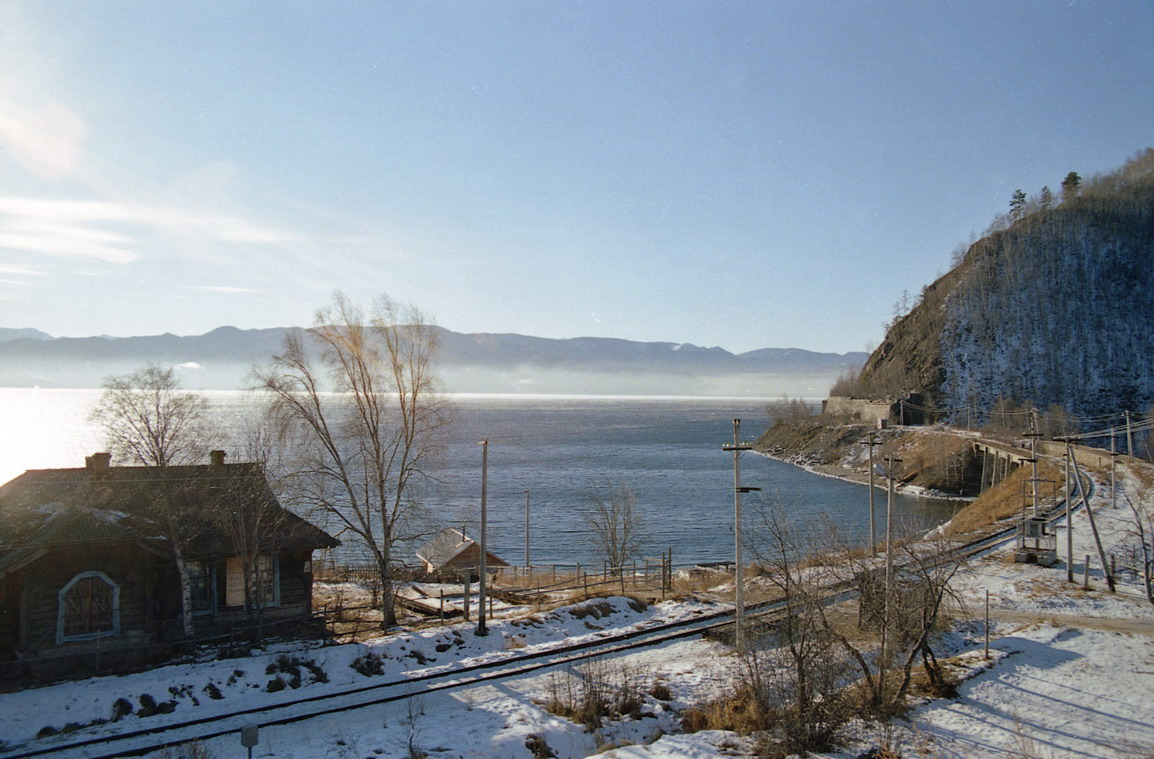
Кругобайкальская железная дорога

Кругобайкальская железная дорога (КБЖД) — название, использовавшееся во время постройки и первых годов эксплуатации по отношению к участку железной дороги от станции Байкал (Иркутская обл.) до станции Мысовая (г. Бабушкин, Респ. Бурятия) протяжённостью 260 километров (ныне этот участок входит в состав Восточно-Сибирской железной дороги). Строительство участка Кругобайкальской железной дороги на восточном берегу началось в конце 1899 года. На каждый километр дороги было истрачено в среднем около вагона взрывчатых веществ. При строительстве КБЖД активно использовалась иностранная рабочая сила — албанцев, поляков, особенно велик был вклад итальянских специалистов. В частности, в строительстве тоннелей участвовали более 600 фриулианских мастеров-тоннелестроителей. Память об этом сохранилась в названии одной из подпорных стенок — Итальянской. Строительство велось практически вручную. Работы по строительству магистрали были ускорены в связи с началом Русско-японской войны 1904—1905 годов. Рабочее движение поездов по маршруту Кругобайкальской железной дороги началось 18 сентября (1 октября) 1904 года, а 16 (29) октября 1905 года дорога была принята в постоянную эксплуатацию. Длина магистрали в окончательном её виде от станции Байкал до Мысовой составила 244 версты (260 км). Итоговая стоимость одного километра Кругобайкальской железной дороги составила около 130 тыс. руб. (по сравнению с 93 тыс. руб. на остальных отрезках Транссиба)
Байкало-Амурская магистраль пересекает Республику в её северной части и проходит через Северомуйский тоннель. От Усть-Кута (Иркутская обл.) до станции Таксимо (Респ. Бурятия) дорога однопутная и электрифицирована на переменном токе (25 кВ), восточнее движение осуществляется на тепловозной тяге. 25.11.2013 на перегоне Таксимо — Лодья уложены первые 375 метров второй ветки Байкало-Амурской магистрали в восточном направлении. В рамках проекта по постройке второго пути БАМа предполагается обеспечить пропуск грузопотоков к 2015 году до 38 млн тонн в год, а к 2020 году — до 54 млн тонн в год, против сегодняшних 16 млн тонн. До конца 2013 года планируется смонтировать на звеносборочной базе в Таксимо и уложить 20 километров 300 метров рельсо-шпальной решетки. Корпорация «Металлы Восточной Сибири» начинающая разработку Озёрного свинцово-цинкового месторождения в Еравнинском районе, предполагает строительство 165 км железной дороги от станции Могзон на Транссибе до месторождения. По предварительной оценке, строительство обойдется в 5 — 7 млрд руб. Затем есть планы продлить ветку до Нового Уояна на БАМе, чтобы вывозить металлы и руду по двум магистралям. Корпорация намерена инвестировать в строительство железнодорожной инфраструктуры в Республике Бурятия до 25 % необходимых средств. Сейчас корпорация ведет переговоры с МЭРТ, ОАО «РЖД», Росатомом о возможном долевом участии в проекте. Кроме того, технический директор сообщил, что группа рассчитывает привлечь средства из Инвестиционного фонда РФ.
Северомуйский тоннель — железнодорожный тоннель в России на Байкало-Амурской магистрали, открытый 5 декабря 2003 года. Своё название тоннель получил по имени Северо-Муйского горного хребта в Бурятии, который он пронзает насквозь. По протяжённости (15 343 м) тоннель является самым длинным железнодорожным тоннелем в России. Строительство Северомуйского тоннеля продолжалось с перерывами 26 лет. Расчётный срок эксплуатации тоннеля оценивается в 100 лет.

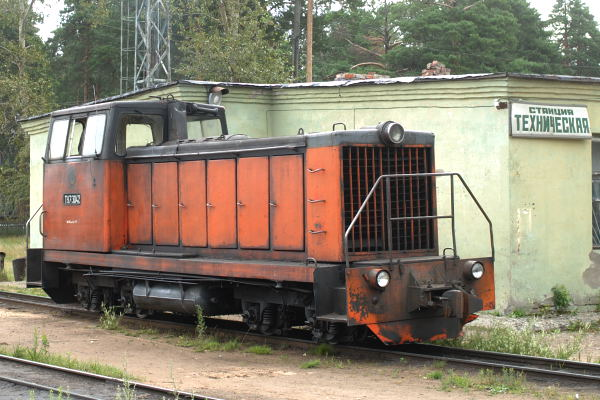
Узкоколейный тепловоз ТУ7

Хандагатайская узкоколейная железная дорога — крупнейшая по протяжённости магистральной линии среди действовавших в 1990-е годы российских узкоколейных железных дорог колеи 750 мм. Расстояние от станции Карымка (посёлок Новоильинск Заиграевского р-на, 110 км восточнее Улан-Удэ) до станции Заза (Еравнинский район) составляло 260 километров. Первый участок этой дороги был открыт в 1934 году. Главной станцией стала станция Карымка, где весь доставленный по узкоколейной железной дороге лес перегружался в вагоны широкой колеи (станция Новоильинский на Транссибирской магистрали). Вдоль её линий находилось много лесных посёлков, где проживали лесозаготовители. В 1980-х годах строительство новых линий всё ещё продолжалось. По имеющимся данным, самый дальний участок со станцией Заза не был введён в эксплуатацию, хотя и значился во всех официальных документах. Гораздо успешнее развивалась южная, «Хуртэйская» линия (Кижингинский район). Последний участок Михайловка — Хуртэй был открыт в конце 1980-х годов. Вскоре после этого стал активно обсуждаться проект перестройки линии узкоколейной железной дороги на широкую колею. Но до реальных строительных работ дело не дошло. В 1998 году было решено разобрать 188 из 260 километров основной магистрали от Карымки к станциям Барун-Эгита и Заза. По сведениям на 2003 год, движение на части линий Хандатайской узкоколейной железной дороги сохраняется (возможно, на всём протяжении от Карымки до Хуртэя). Помимо вывозки леса, налажена также перевозка флюорита с месторождения «Осеннее».

### Авиационный транспорт

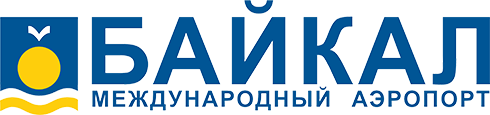
Эмблема аэропорта «Байкал»

Международный аэропорт «Байкал»—международный аэропорт города Улан-Удэ. Расположен в пределах городского округа Улан-Удэ, в 15 км западнее от центра города, и в 75 км к юго-востоку от озера Байкал. Народным Хуралом Республики Бурятия в 2008 году аэропорту было присвоено название Байкал (ныне оно используется в разговорной речи и в региональных СМИ), однако по состоянию на 2013 год на федеральном уровне аэропорт по-прежнему называется Улан-Удэ (Мухино). Выполняет функции аэропорта федерального значения, является базовым аэропортом для воздушного сообщения с труднодоступными и отдаленными районами Республики Бурятия. Имеет три ВПП (1-бетонную и 2 -грунтовые) длиной до 2997 м и шириной до 100 м. Пассажирооборот 300 654 чел. в год.

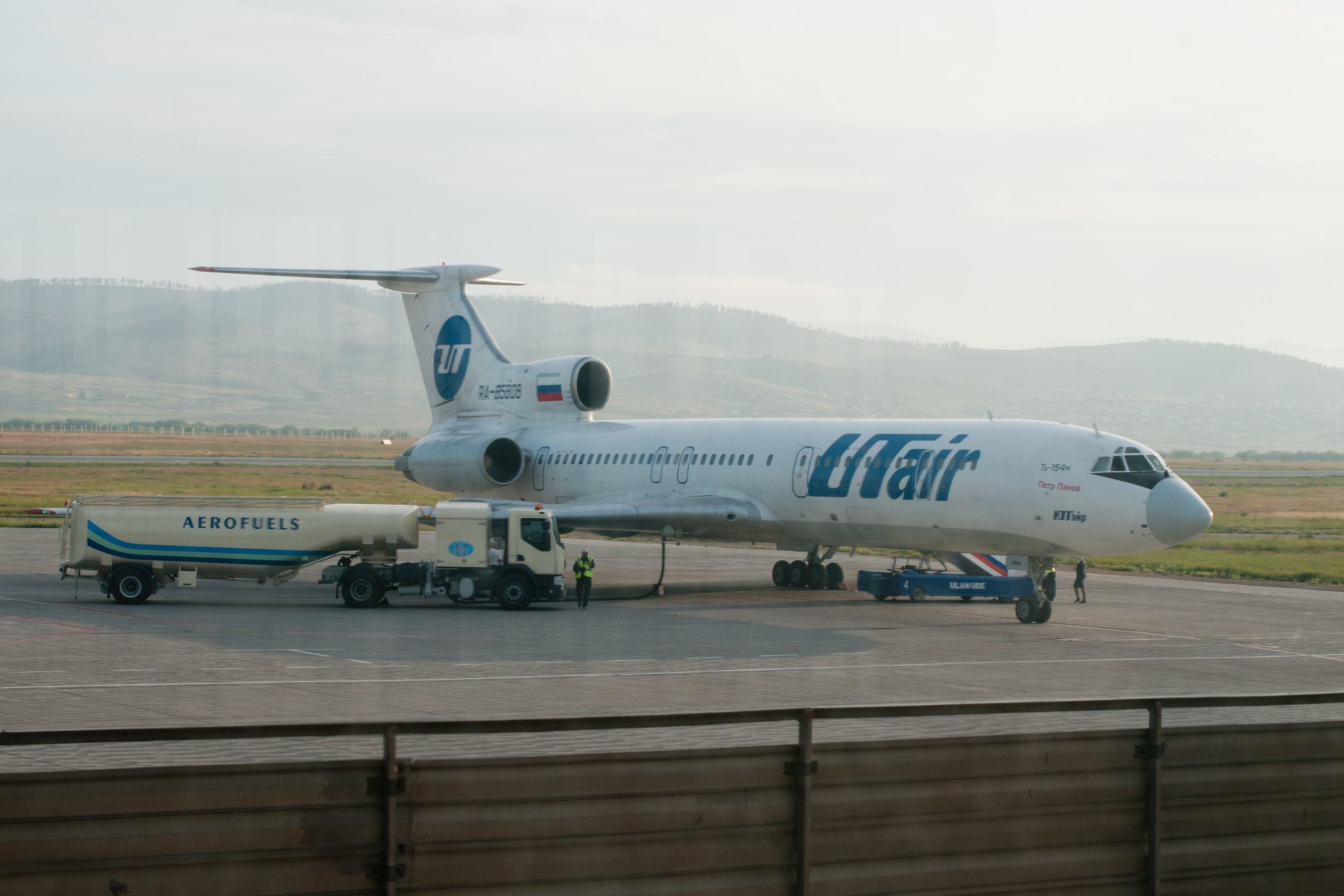
Ту—154 на заправке в аэропорту «Байкал»

Из аэропорта выполняются прямые ежедневные рейсы в Москву, а также регулярные рейсы в города Восточной Сибири.
Из аэропорта «Байкал» совершаются международные рейсы в Пекин, Маньчжурию (КНР), Камрань (Вьетнам), Анталью (Турция), Бангкок (Таиланд).
В аэропорту «Байкал» базируются две авиакомпании-- ПАНХ и Бурятские авиалинии.
Бурятские авиалинии—авиакомпания, базирующаяся в Улан-Удэ и выполняющая чартерные и регулярные пассажирские и грузовые перевозки. Основана в 1992 году. Выполняет как ближние так и дальние рейсы. Авиакомпания эксплуатирует воздушные суда следующих типов: Ан-24Б −1 шт. Ан-24РВ −3 шт. (все самолёты Ан-24 оснащены дополнительными топливными баками), Ан-2 −4 шт., вертолёты Ми-8Т −5 шт., Ту-154М, Ил-62М, Ан-26, Л-410.
ООО «Авиационная компания „ПАНХ“—российская авиационная компания, базирующаяся в Улан-Удэ и выполняющая чартерные и регулярные пассажирские и грузовые перевозки. Специализируется на внутриреспубликанских и ближнемагистральных перелётах. Основана в 2009 году. С момента основания авиационная компания „ПАНХ“ выполняет работы по обнаружению, ликвидации пожаров и охране лесов, по обучению десантников-пожарных, санитарные перевозки по труднодоступным населённым пунктам, аэрофотосъёмки. Авиакомпания эксплуатирует воздушные суда следующих типов: Cessna 208 — 3 шт., Ан-2 — 12 шт.
В районных центрах находятся малые аэропорты для республиканского авиасообщения. Воздушное сообщение затруднено вследствие износа парка региональных самолётов и инфраструктуры местных аэропортов.

### Речной транспорт

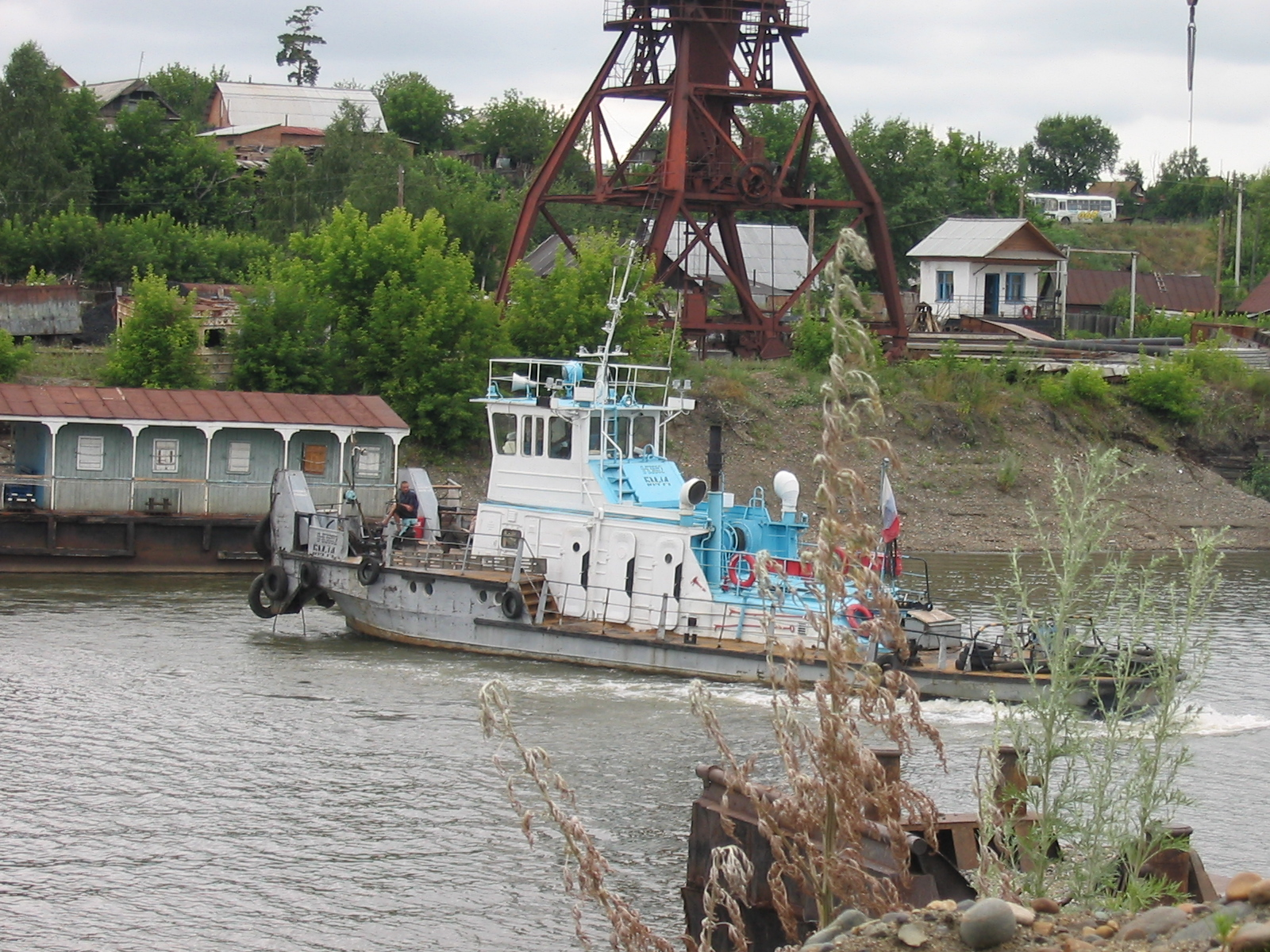
Речной буксир. Тип „Ангара“.

Восточно-Сибирское речное пароходство--— компания, осуществляющая пассажирские и грузовые перевозки речным транспортом в Иркутской области и республике Бурятия. Восточно-Сибирское Речное пароходство является основным грузоперевозчиком по водным путям Ангары, Байкала и его притоков — Селенги, Верхней Ангары. По своей сути, является естественным монополистом, обладает полным комплектом имущества, необходимого для оказания услуг по основной деятельности. Флот компании состоит из 142 самоходных судов. Деятельность Восточно-Сибирского речного пароходства простирается на территории в несколько тысяч квадратных километров и связана с функционированием таких субъектов Российской Федерации как Иркутская область, Бурятия. В Бурятии по р.Селенга судоходство осуществляется до города Сухэ-Батора (Монголия). Верхняя Ангара бо́льшую часть течёт по заболоченной Верхнеангарской котловине и имеет равнинный характер, в низовьях судоходна. Судоходство по Байкалу ведётся с 17 века, В 1643 году пятидесятник Курбат Иванов вышел на побережье Байкала. Казаки построили легкие гребные суда, переправились через пролив и высадились на остров Ольхон. В 1648 году боярский сын Иван Похабов из Ангары через Байкал и Селенгу совершил поход в Монголию. В 1650-е годы на Байкале мастера из Архангельска, с Белого моря и средней Волги строят кочи, касовки, дощаники. Строятся суда для военных экспедиций П. И. Бекетова (1652 год) и Василия Красильникова (1655 год). В 1738 году на Байкале был спущен на воду первый военный бот. На Байкале действовали пираты. Разбойники грабили как купеческие суда, так и небольшие ярмарки. Самым известным байкальским пиратом был разбойник по кличке Сохатый.

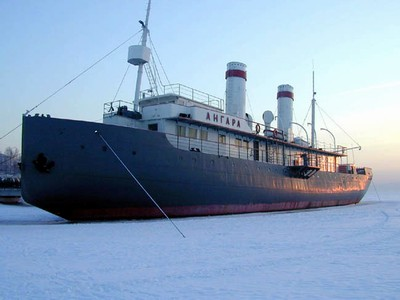
ледокол «Ангара».

Первая навигация первого парохода в Сибири началась 26 июня 1844 года. Кроме рейсирования на основной линии Лиственничное — Посольск, пароходы совершали рейсы к устью Селенги за грузом чая, в Туркинские минеральные воды, в Баргузин и Верхнеангарск за рыбой.
21 ноября 1924 года Совнарком РСФСР принял решение о выделении из Амурского госпароходства Селенгинского государственного пароходства. Правление Селенгинского госпароходства находилось в Верхнеудинске (Улан-Удэ). При образовании Селенгинское пароходство имело в своём распоряжении: на Селенге пароходы «Бурлак», «Спартак», «Ульянов» и «Кооператор», 6 барж. На Байкале пароходы «Ангара», «Лейтенант Шмидт» и «Кругобайкалец», 4 баржи. На Ангаре пароходы «Владимир Ленин», «Бурят» и «Тарзан». 10 барж. В 1930-е годы речники пароходства осуществляли большую программу по созданию мощной материально-технической базы пароходства. В это же время строятся пристани: Иркутск, Зарянск, Макарьево, Улан-Удэ и порт Байкал. В эти же годы начались перевозки для Монгольской Народной Республики по рекам: Селенга, Орхон, озеру Косогол. Был построен специальный флот для загранперевозок. С началом строительства Байкало-Амурской магистрали судами порта Байкал для БАМа было перевезено свыше 840 тысяч тонн грузов, большая группа работников пароходства была награждена медалями. В 1960-е — 1970-е годы был полностью заменён паровой флот на Байкале на металлический несамоходный флот, появились суда с комплексной автоматизацией.
Речной флот на реке Витим и его притоке Муя появился в 1948 г., когда первый деревянный катер потащил плоты с лесом, заменив ручной труд сплавщиков, работающих на гребнях.

## Промышленность
Основу промышленного комплекса Республики Бурятия на сегодняшний день составляют машиностроение и металлообработка, электроэнергетика, цветная металлургия, пищевая и топливная промышленность, лесная, деревообрабатывающая и целлюлозно-бумажная промышленность, на долю которых приходится 95,1 % валового объёма производимой в Бурятии промышленной продукции.

### История

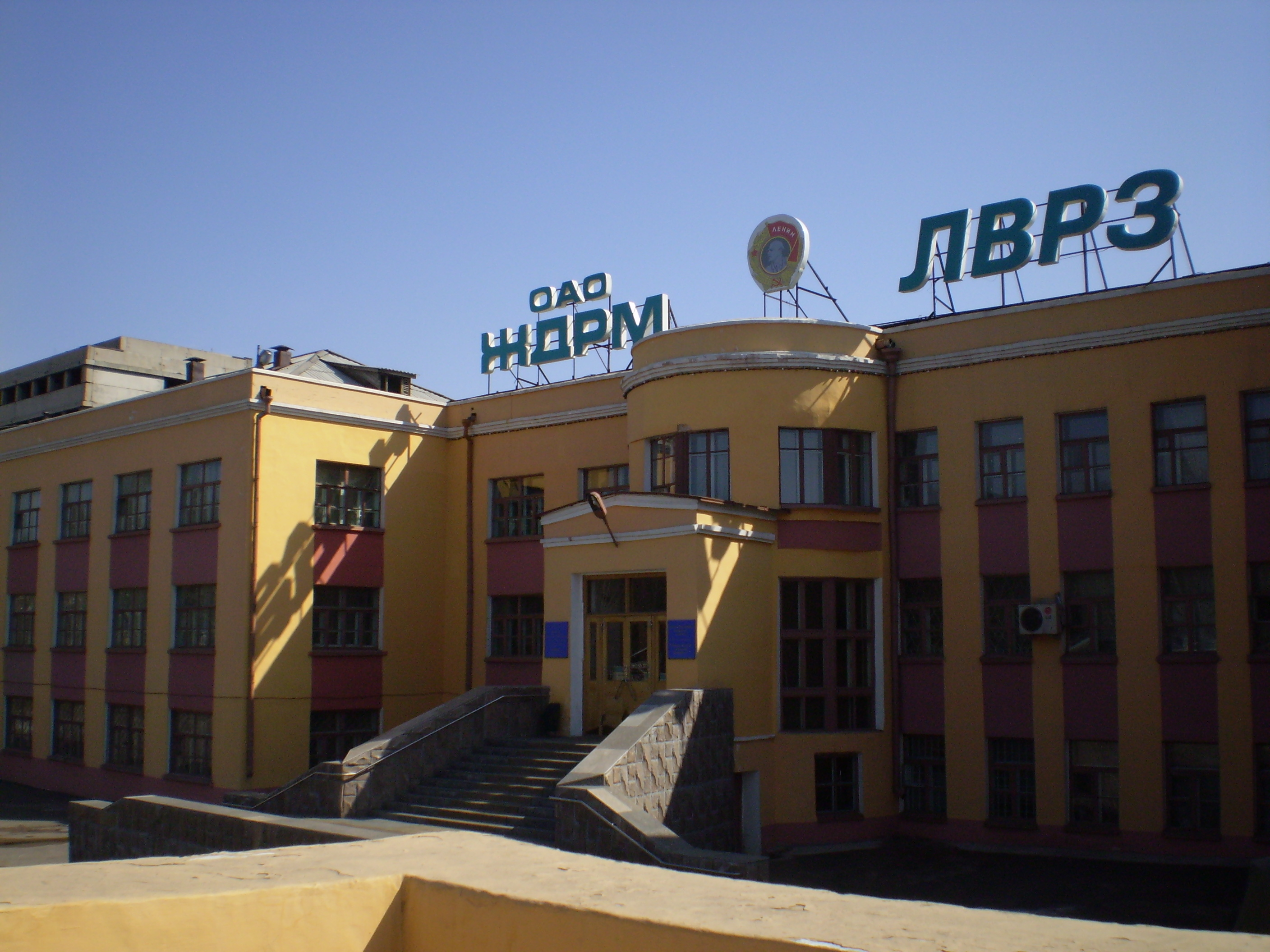
Улан-Удэнский локомотивовагоноремонтный завод

Промышленное развитие Бурятии до Октябрьской революции 1917 года шло медленно. Например, в 1880-м в городе Верхнеудинске (Улан-Удэ) насчитывалось всего пять мелких предприятий: мыловаренный, кожевенный и три салотопенных завода, которые обеспечивали работой всего 19 горожан. Толчок к промышленному развитию региона дала постройка в 1899 году через территорию Забайкалья Транссибирской магистрали. К началу следующего года в Верхнеудинске было построено крупное паровозное депо. В 1908 году была построена электропаровая станция, обеспечившая энергией городскую систему освещения. В 1906 году был возведен деревянный мост через Уду. В 1910 введен в эксплуатацию стеклоделательный завод купца Кобылкина. В 1912 году на городских улицах появились первые автомобили, начался процесс телефонизации.
Годы первых пятилеток стали периодом ускоренного промышленного роста Бурятии. Среди крупных промышленных объектов, введенных в строй в это время в Улан-Удэ, надо отметить судостроительный завод, мелькомбинат, мясокомбинат и мехстеклозавод, «Механлит» (позднее «Электромашина»), теплоэлектроцентраль, два кирпичных завода, лесозавод, сапоговаляльную фабрику и другие предприятия. Во второй половине 1930-х началось строительство авиаремонтного завода. Также ускоренными темпами развивалась промышленность районов республики — горнодобывающая, лесная, обрабатывающая, транспорт и энергетика. Промышленное развитие республики продолжилось и в послевоенные десятилетия. В эти годы в строй вошли тонкосуконная фабрика, приборостроительный завод, выпускавший оборудование для авиационной промышленности, многие предприятия в районах Бурятии. В конце 1980-х — 1990-х годов значительное количество предприятий промышленности было закрыто..

### Машиностроение и металлообработка

Логотип ОАО «Улан-Удэнское приборостроительное производственное объединение»

Доля отрасли в объёме промышленного производства Бурятии максимальна и составляет 36,2 %. Объём отгруженных товаров, выполненных работ и услуг предприятиями машиностроительного и металлообрабатывающего комплекса Республики Бурятия по итогам 2007 года составил 13179 млн руб. или 34,2 % от объёма отгруженной продукции по промышленности республики в целом. Решающую роль в выполнении программного задания 2007 г. и в дальнейшем росте объёмов производства в машиностроении сыграла реализация стратегических планов развития крупнейших организаций отрасли ОАО «Улан-Удэнский авиационный завод», Улан-Удэнский ЛВРЗ-филиал ОАО «РЖД», ЗАО «Улан-Удэстальмост», ОАО «Улан-Удэнское приборостроительное производственное объединение». В результате реформирования ОАО "Улан-Удэнский завод «Теплоприбор» и ОАО «Улан-Удэнский судостроительный завод» созданы ЗАО «Завод Теплоприбор Комплект» и ЗАО «Байкальская судостроительная компания» с сохранением профильных производств. В структуре машиностроения региона всегда была высока доля оборонных производств. К сегодняшнему дню число предприятий оборонного машиностроения значительно сократилось (в их числе предприятия авиационного и энергетического приборостроения, производство ЭВМ, телевизоров и некоторые другие).

#### Крупнейшие предприятия машиностроения и металлообработки

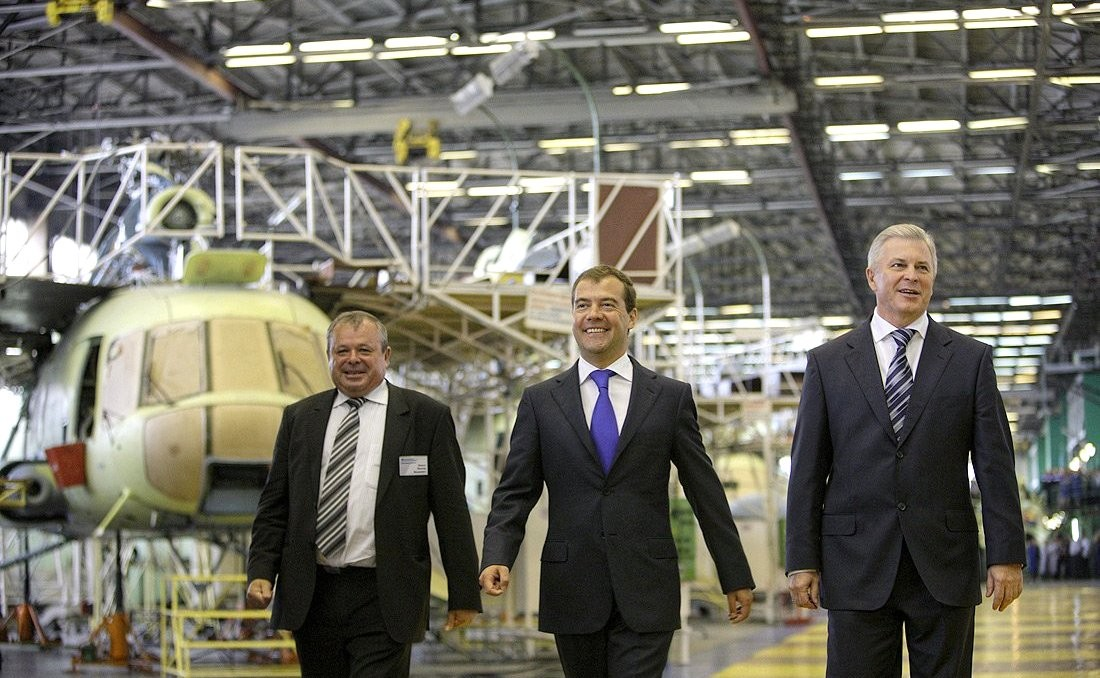
Дмитрий Медведев и президент Бурятии В.Наговицин (справа) во время посещения завода 24 августа 2009 года.

Улан-Удэнский авиационный завод — одно из ведущих предприятий авиационной промышленности и оборонно-промышленного комплекса России. За 70-летнюю историю существования завод изготовил более 8 тысяч летательных аппаратов. Это единственное в России предприятие, выпускающее как самолёты, так и вертолёты. Основной продукцией компании является вертолёт среднего класса Ми-17, модернизированная версия знаменитого на весь мир вертолёта Ми-8. Кроме того, УУАЗ производит самолёты-штурмовики Су-25 и Су-39. Вместе с двумя другими производителями вертолётов — Казанским вертолётным заводом (КВЗ) и Роствертолом — УУАЗ входит в государственный холдинг Вертолеты России.. Производство вертолётов к 2015 году планируется довести до 109 ед. в год (против 20 в 2010 г.) Выручка предприятия в 2012г составила 812 млрд.$, чистая прибыль за этот год составила $163 млн, что 80 % больше, чем в 2009 г. Отметим, что по показателям прибыльности УУАЗ является лидером отрасли, заметно опережая другие компании холдинга Вертолёты России. Число работников 5927.

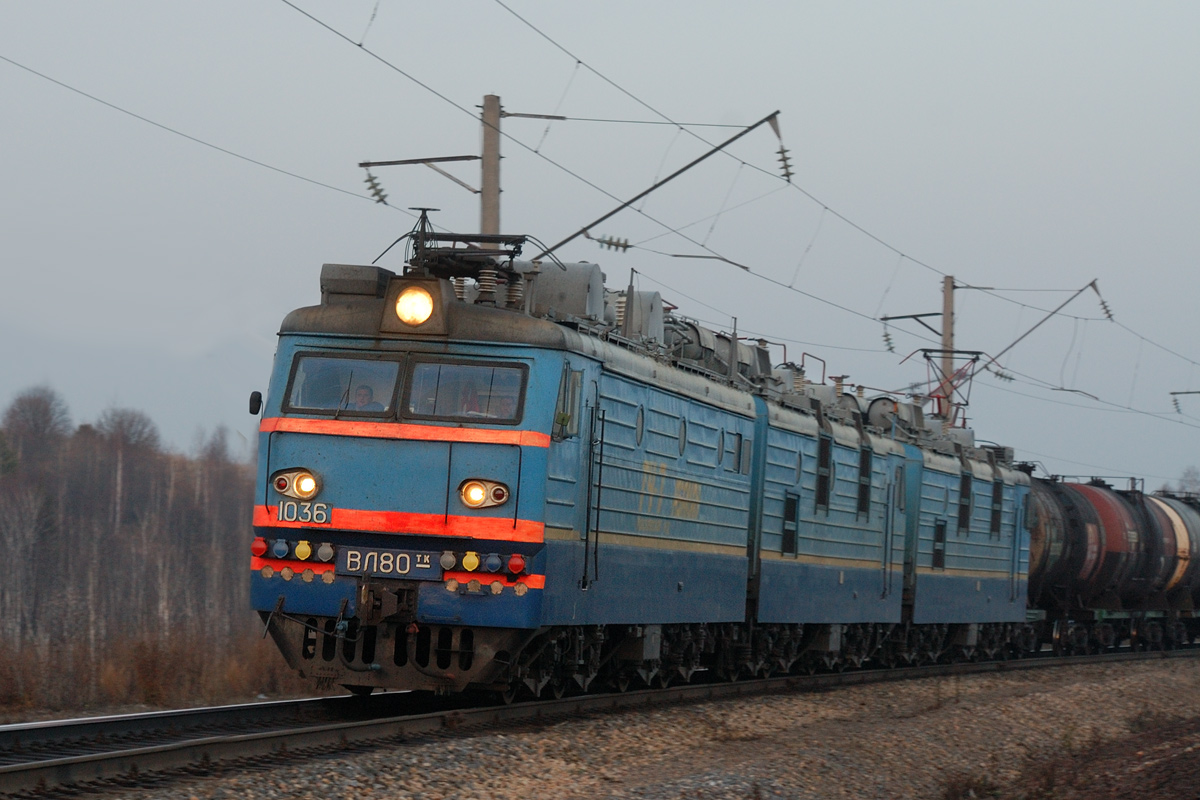
Модернизированный электровоз ВЛ80^{ТК}, работающий в три секции

Улан-Удэнский локомотивовагоноремонтный завод — филиал ОАО «Желдорреммаш», завод ремонтирующий для нужд железных дорог тепловозы, электровозы, вагоны, железнодорожные краны, а также узлы и агрегаты тягового подвижного состава. ЛВРЗ — одно из крупнейших и социально значимых предприятий в регионе, единственное производство такого рода в азиатской части России. Регион обслуживания — от Северной до Дальневосточной железных дорог. Выпускаемые запчасти поставляются в страны Ближнего зарубежья и Монголию. По состоянию на лето 2011 года Улан-Удэнским ЛВРЗ производится модернизация электровозов ВЛ80Т и ВЛ80С до ВЛ80ВЛ80ТК и ВЛ80ВЛ80СК, также на заводе модернизированы два локомотива серии ВЛ80ВЛ80ССВ, оба работают в депо Саратов ПРИВ ЖД. Годовой объём производства: ремонт локомотивов — 320 единиц, дизелей — 250 единиц, пассажирских вагонов — 380 единиц, производство стального, чугунного и цветного литья — 12 000 тонн. Численность персонала — около 6 тыс. человек. От осуществления всех видов деятельности в 2012 г. предприятие получило прибыль в размере 186 т.р. (годом ранее убытки составляли 16 640 т.р.)
Улан-Удэнское приборостроительное производственное объединение — является одним из крупнейших машиностроительных предприятий Улан-Удэ и Бурятии и единственным в России производителем блоков и элементов авиационной автоматики, при этом большинство продукции производится по заказу от оборонных предприятий. За годы существования предприятие освоило и выпускает более двухсот наименований элементов и блоков авиационной автоматики, изделия для нужд ВМФ Минобороны РФ . До 70 % продукции объединения входит в состав систем и комплексов, поставляемых на экспорт в 45 стран мира. Доходы предприятия за 2012г составили 450 тыс. руб.
ЗАО «Улан-Удэстальмост» — является крупнейшим производителем металлоконструкций в Сибири и на Дальнем Востоке. Основная продукция ЗАО «У-УСМ»: Стальные автодорожные и железнодорожные мосты; путепроводы; эстакады и др. «Улан-Удэстальмост» располагает собственной электрической подстанцией, котельной и артезианскими скважинами, которые обеспечивают теплом и водой не только завод, но и прилегающий жилой массив, ацетиленовую и кислородную, газосмесительную станции, гараж с заправочной станцией, железнодорожное депо и подъездные пути для отгрузки готовой продукции. На Улан-Удэстальмост изготавливались мостовые конструкции для строительства совмещенной автомобильной и железнодорожной дороги Адлер — Красная Поляна в Сочи. Согласно контракту, из Бурятии были поставлены до 9 тыс. тонн металлоконструкций. В 2006 году в г. Кемерово был сдан в эксплуатацию один из крупнейших объектов — мост через реку Томь, металлоконструкции для которого изготавливались на заводе Улан-Удэстальмост. Металлоконструкции этого завода установлены на мостах через реку Кула в Магаданской области и через реку Днепр в г. Киеве (Украина).
Улан-Удэнский завод "Теплоприбор" — завод по выпуску запорной арматуры, приборов и средств автоматизации. На предприятии работает более 200 инженеров и рабочих. Направления деятельности—серийное производство приборов и средств автоматизации для различных систем теплоэнергетической отрасти, изготовление металлоконструкций и котельно-вспомогательнного оборудования.

### Горнодобывающая промышленность
Республика имеет развитую добывающую промышленность. Она является одной из важнейших отраслей промышленности Бурятии. Основные отрасли горнодобывающей промышленности Бурятии — золотодобыча, угледобыча, добыча цветных металлов.
Добыча золота — одна из основных статей доходов Республики Бурятии. Геологами на её территории выявлено более 240 месторождений этого драгоценного металла. Бурятия, занимая немногим более 2-х процентов от площади России, заключает в своих недрах крупный золотой потенциал. По балансовым запасам золота Республика Бурятия занимает 14-е место среди субъектов РФ. В целом по республике на 01.01.2010 г. запасы золота составляют 100,7 тонн, апробированные прогнозные ресурсы рудного золота оцениваются ещё в 1311 тонн. Несмотря на почти 60-летнюю историю геологоразведочных работ, изученность золоторудных районов Республики Бурятии ещё недостаточна. По уровню добычи золота Бурятия занимает 9 место в России и третье место в Сибирском федеральном округе. Добыча золота в Бурятии в 2011 г. составила 6.1 тонну
На территории Бурятии на государственном балансе стоят 10 месторождений бурого и 4 месторождения каменного угля. Это 1,1 % балансовых запасов угля России, но добыча составляет лишь 0,1 % общероссийской. При достаточно крупной топливно-энергетической базе Бурятия вынуждена завозить, в основном для энергопроизводителей, около 3 млн т. каменного угля и 1,5 млн т. бурого угля ежегодно. Добыча каменного угля в Бурятии в 2009 г. составила ок. 16,5 миллионов тонн. Добыча бурого угля в 2012 г. достигла 1,5 млн тонн.
Основные месторождения цветных металлов в Бурятии — Озёрное, Холоднинское, Джидинское. Озёрное колчеданно-полиметаллическое месторожде́ние находится в Еравнинском районе, в 450 км от г. Улан-Удэ. Уникально по запасам свинца (1,6 млн т) и цинка (8,3 млн т) при их ср. содержаниях в руде 1,2 и 6,2 %. Холоднинское месторождение колчеданно-полиметаллических руд содержит промышленные концентрации свинца, цинка, серы и других ценных компонентов. Отношение Pb:Zn составляет 1:7. В 2006 г. распоряжением правительства РФ были утверждены границы Центральной экологической зоны (ЦЭЗ) озера Байкал, в которых находится и Холоднинское месторождение, и где была запрещена любая хозяйственная деятельность. В Кижингинском районе, около п. Новокижингинск, находится крупнейшее в России Ермаковское месторождение бериллия . Отличается уникально высокими содержаниями бериллия (более 1 %) и большим количеством бериллиевых минералов.